# Dubovany
Dubovany – wieś (obec) na Słowacji, w kraju trnawskim w powiecie Pieszczany. Znajduje się w północno-zachodniej części Słowacji.

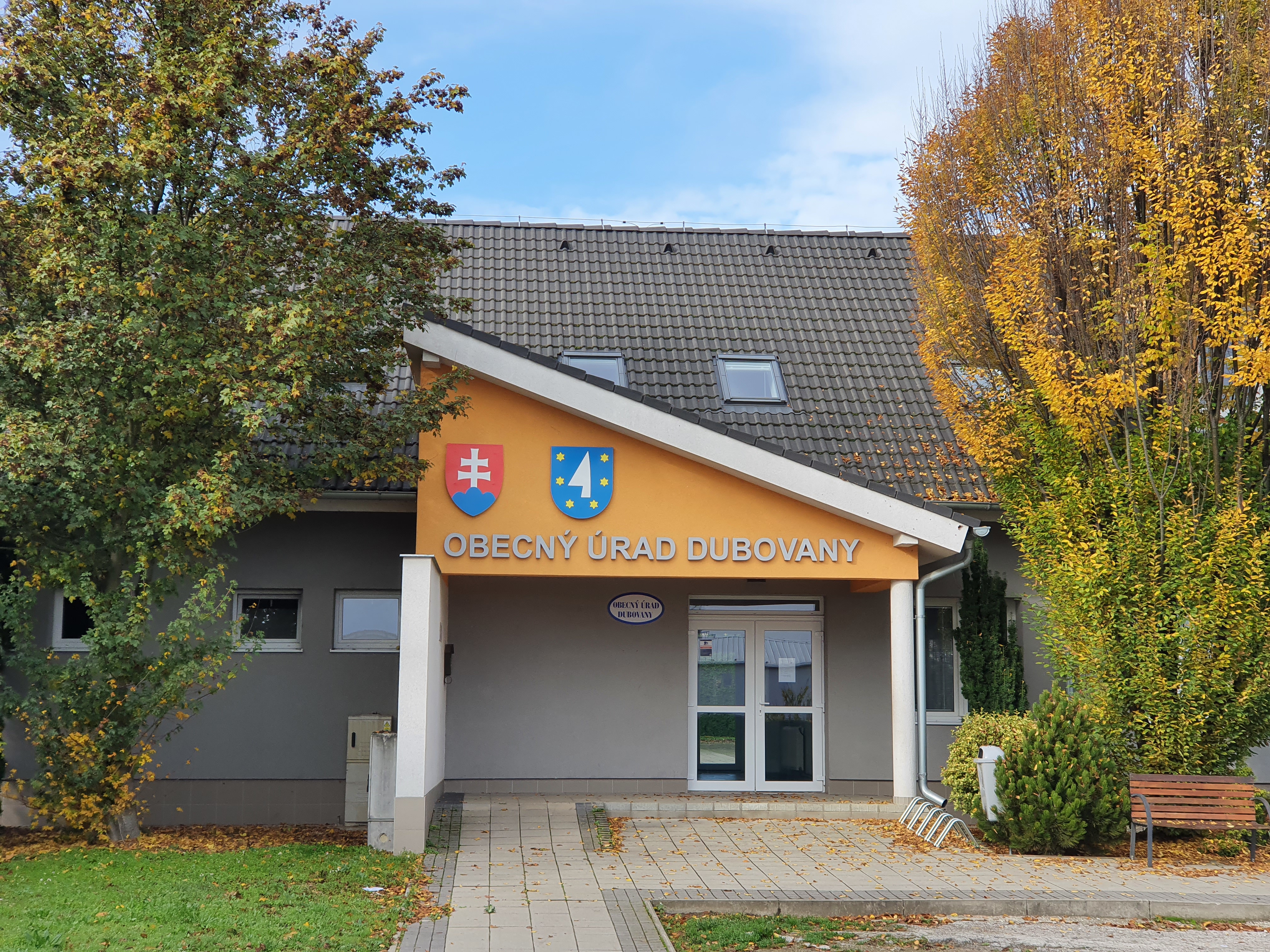
Budynek urzędu gminy